# Barbie: Delfin varázs
A Barbie: Delfin varázs (eredeti cím: Barbie: Dolphin Magic) 2017-ben megjelent egész estés amerikai 3D-s számítógépes animációs film, amelynek a rendezője Conrad Helten, a producere Sarah Serata, az írója Jennifer Skelly, a zeneszerzője Rebecca Kneubuhl.

## Cselekmény
|  | Alább a cselekmény részletei következnek! |

Barbie és a testvérei úgy döntenek, hogy meglátogatják Ken-t. Búvárkodás közben egy ritka, szivárványszínű, évente csak egyszer látható delfinfajt fedeznek fel a víz alatt. Felfedezésükön felbátorodva elhatározzák, hogy még többet tudnak meg a vízi világról. Ekkor találkoznak Isla-val. A titokzatos új barátról hamar kiderül, hogy egy igazi sellő. Az idő azonban sürget, nincs idő megünnepelni az új barátságot, a delfineknek segítségre van szükségük...
|  | Itt a vége a cselekmény részletezésének! |

## Szereplők
| Szereplő | Eredeti hang            | Magyar hang        |
| -------- | ----------------------- | ------------------ |
| Barbie   | Erica Lindbeck          | Vágó Bernadett     |
| Isla     | Shannon Chan-Kent       | Gáspár Kata        |
| Skipper  | Kazumi Evans            | Czető Zsanett      |
| Stacie   | Claire Margaret Corlett | Károlyi Lili       |
| Chelsea  | Alyssya Swales          | Csíkos Léda        |
| Ken      | Adrian Petriw           | Markovics Tamás    |
| Margo    | Maryke Hendrikse        | Bogdányi Titanilla |
| Hugo     | Paul Dobson             | Háda János         |
| Pete     | Garry Chalk             | Fellegi Lénárd     |

- További magyar hangok: Mayer Szonja